# 竹本越路太夫
- 竹本越路太夫（元来の表記、今日の表記）
- 竹本越路大夫（一時期使用された表記、当時発行された出版物等の表記）

竹本 越路太夫（たけもと こしじだゆう）は、江戸時代後期以来の文楽義太夫節の太夫。四代を数える。

## 初代
（生年不詳 - 嘉永元年8月19日（1848年9月16日））
最初は三味線弾きで初代鶴澤勝鳳を名乗り竹本越路太夫となる。
実子は3代目野澤吉兵衛。

## 二代目
（天保7年3月15日（1836年4月30日） - 大正6年（1917年）10月9日）本名は二見金助。幼名を吉太郎。六代目竹本春太夫を襲名した後、竹本摂津大掾を受領した。一時、竹本寿太夫の襲名を検討していた。

## 三代目
（慶応元年10月6日（1865年11月23日） - 大正13年（1924年）3月18日）本名は貴田常次郎。
和泉国（泉州堺市甲斐町）生まれ、8歳で女流の鶴澤由松、10歳で豊澤團七に師事、この頃は小常太夫といった。1878年に二代目越路太夫に入門し幼名を竹本常子太夫という。1889年三月に竹本さの太夫と改名。1898年3月に六代目竹本文字太夫に改名。1903年に「長局」で三代目越路太夫を襲名、1915年、文楽座の紋下となる。
「太十」「勘助内」などを得意とした。

## 四代目
（1914年（大正2年）1月4日 - 2002年（平成14年）6月24日）本名は小出清。
大阪府生まれ。1934年に二代目豊竹古靱太夫（豊竹山城少掾）の門下。豊竹小松太夫で新義座に出勤、一旦廃業を経て1941年に三代目豊竹つばめ太夫を経て、長らく三和会を所属、1966年、四代目越路太夫を襲名。1963年、切り場語りとなる。1971年、芸術選奨文部大臣賞を受賞、重要無形文化財保持者（人間国宝）の認定を受ける。1984年日本芸術院会員。1989年、病気を理由に引退。1990年、文化功労者。1999年、勲二等瑞宝章受章。
端正な語り口で、時代物では『菅原伝授手習鑑』、世話物では『心中天網島・河庄の段』などを得意とした。
NHKから発売された『義太夫節の精華　竹本越路大夫』（カセットテープ版）には平家女護ヶ島、菅原伝授手習鑑、近江源氏先陣館、一谷嫩軍記、冥土の飛脚が収録されている。
日本伝統文化振興財団が発売した『義太夫選集 竹本越路大夫』（CD版）には以下が収録されている。
- 『新版歌祭文 野崎村の段』 昭和36年11月録音
- 『艶姿女舞衣 三勝半七酒屋の段』 昭和42年1月録音 朝日座 3月26日 NHK放送
- 『廓文章 吉田屋の段』 昭和43年1月3日 NHK放送
- 『壺阪霊験記 澤市内の段・壺阪寺の段』 昭和43年9月発売
- 『傾城恋飛脚 新口村の段』 昭和46年12月録音 47年2月27日 NHK放送
- 『双蝶々曲輪日記 八幡里引窓の段』 昭和46年9月20日 NHK放送
- 『冥途の飛脚 封印切の段』 昭和47年2月15日 国立劇場文楽公演
- 『烏帽子折荢源氏 伏見の里の段』 昭和35年8月録音 新橋演舞場
- 『菅原伝授手習鑑 寺子屋の段』 昭和44年9月発売
- 『奥州安達原 袖萩祭文の段』 昭和45年4月発売
- 『仮名手本忠臣蔵 六段目 早野勘平腹切の段』 昭和45年7月発売

義太夫：竹本越路大夫 三味線：野澤喜左衛門、野澤勝平